# Castello di Gressa
Il castello di Gressa si trova in località Gressa, a Bibbiena, in Toscana.

## Descrizione

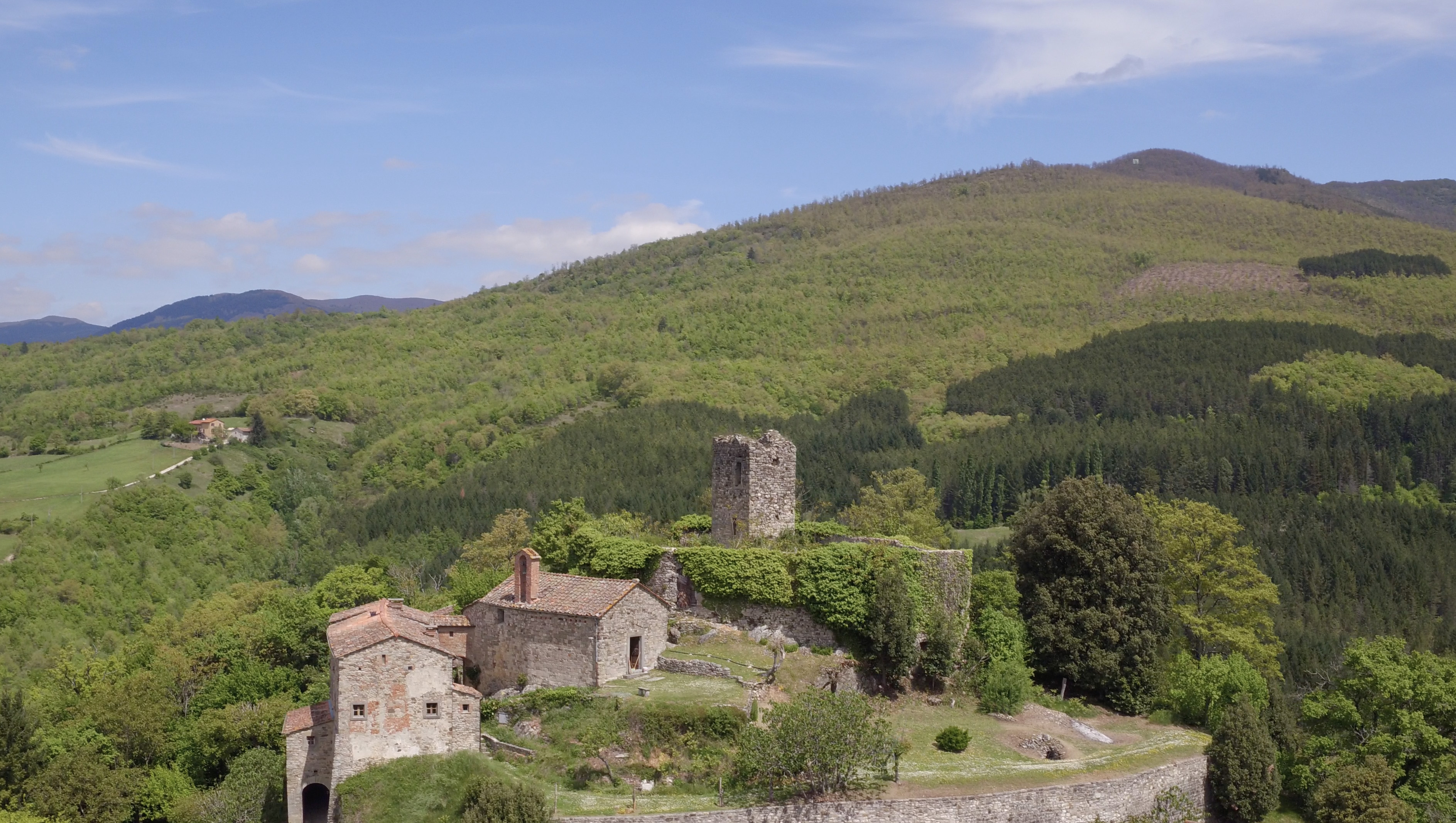
Panoramica del castello di Gressa

Posto in posizione dominante sulla vallata del torrente Archiano, a 585 metri d'altezza, dista da Bibbiena 5 km. Al castello si accede attraverso la strada che da Bibbiena porta alla Verna. In località Tripoli, si trova la segnalazione per il castello di Gressa, che si raggiunge seguendo uno stradello.
Costituito da una prima cerchia muraria a pianta poligonale irregolare e da una seconda cerchia muraria più ristretta a forma ottagonale irregolare ha un edificio centrale nel punto più elevato. Le mura, realizzate in pietra grezza di arenaria e calcare, seguono l'andamento del rilievo, raggiungendo in alcuni tratti 5 m di altezza e conservano nella cortina esterna un bel portale. Nella parte centrale si erge una robusta torre quadrangolare sviluppata su tre piani, che serviva sia per residenza signorile, che per usi militari. Fra i due ordini di mura sono inserite alcune case, due cisterne intonacate per la raccolta dell'acqua, la Chiesa di San Jacopo e il vecchio edificio utilizzato come residenza vescovile. All'interno si trova il Cassero, al centro del quale si alza la torre a cui si accede da una piccola porta posta a metà altezza.

## Storia
Il castello fu edificato tra il X secolo e l'inizio dell'XI, per volere del vescovo Elemperto, capo della diocesi aretina dal 986 al 1010. 

Il vescono, di origine germanica, uomo energico e altamente compreso delle proprie responsabilità, fu un prelato tra i più importanti nei secoli intorno al mille poiché guidò con passione religiosa gli oltre sessanta pivieri della diocesi riportando alla disciplina clero e fedeli nonché ricostruì la cattedrale di Arezzo e fondò il monastero di Badia Prataglia.
Verso il 990 il castello fu dato in feudum, cioè come beneficio ottenuto dal vero proprietario (in questo caso il vescovo Elemperto) a Tedalascio, un uomo agiato e che possedeva parecchi beni e di cui si può con certezza affermare che faceva parte della classe elitaria del Casentino. 

Dopo la morte di Tebalascio avvenuta nel 1009, il castello passò in eredità ai suoi quattro figli: Farolfo, Ranieri, Suppo, Sibilla; Farolfo e Ranieri morirono intorno al 1045. Nel 1078 ci fu un atto notarile nel castello: 
Primavera dell'anno del signore 1078, un giorno del mese di maggio: sotto il portico di San Pietro posto dentro il castello di Gressa, alla presenza del notaio Griffo, dei testimoni Raimondo di Gonzo, Gottifredo del fu Carolino, Pagano del fu Fusclerio, Giovanni di Teuzo, Ranieri del fu Orso, si riuniscono Sibilla del fu Tedalascio vedova di Gottizo del fu Gottizo, gli infantuli Rodolfino e Suppolino del fu Suppo, Rodolfo priore del monastero di Camaldoli e stipulano il seguente contratto: Sibilla, Rodolfino e Suppolino trasferiscano a Rodolfo tutti i propri diritti sul castello di Gressa che essi hanno in feudo dal vescovo di Arezzo e che sono amministrate dal fattore Leone del fu Buono.
Nel 1249 il vescovo Guglielmino Umbertini spedì da Gressa un Breve di indulgenze a tutti i fedeli che avessero contribuito con le loro elemosine alla costruzione dell'Ospedale di S. Maria dei Ponti, sul Castro, situato nella città di Arezzo. Pare che nel castello di Gressa si battesse moneta, il Vescovo aveva questo potere. Nel 1257 lo stesso vescovo Guglielmino per pagare alcuni dei suoi debiti dette in pegno il castello di Gressa ai Fiorentini. Nel 1259 gli aretini condotti dal capitano Stoldo de' Rossi, loro potestà, di notte sorpresero la città di Cortona e ne diroccarono le mura. I fiorentini, alleati dei cortonesi, sospettarono che ciò fosse opera del Vescovo Guglielmino e, per rappresaglia:
Dopo questa lezione avuta dai Fiorentini, il successore di Guglielmino, Ildebrandino dei Conti Guidi di Romena, tornò a soggiornare in Gressa. Nel 1299 Ildebrandino spedì dal castello di Gressa una Bolla con la quale concesse alla contessa Sofia, sua zia paterna e Badessa di Pratovecchio, di trasferire le reliquie di Sant'Ilario dalla Chiesa della Pagliola al Monastero di Arezzo.
Dopo la morte dei vescovi Ildebrandino e del suo successore Guido Tarlati da Pietramala, il maniero fu preso da Pier Saccone Tarlati, signore d'Arezzo, che lo restituì dopo il trattato di Sarzana, a Boso Ubertini. Ma lo restituì così a malincuore che aveva sempre in animo di riprenderlo e per tal motivo conosceva la misura esatta dell'altezza dei muri. Essendo ormai moribondo chiamò il figlio Marco e gli consegnò la misura e gli ordinò di dare nella notte seguente la scalata alle mura del castello ma l'impresa fallì perché il castello era ben difeso e Pier Saccone, alla notizia del fallimento della scalata, morì.
Nel 1356 subì l'assedio dei fiorentini, ma il castello, salvo per un breve periodo, rimase vescovile e fu l'ultimo dei castelli del Casentino a rimanerne in possesso. Il 24 febbraio 1366 gli uomini castri et curie di Gressa si riunirono nell'aia della casa di Nanni di Cambio (denominata gli ortali) posta nei pressi del castello e, davanti al notaio Angelo del fu Francesco da S. Angelo in Vado, nominarono Francesco di Lippo Catenacci di Arezzo e Maggio di Peruzzo da Marena loro rappresentanti, con il compito di recarsi ad Arezzo per riconoscere di essere stati ed essere ancora veros et originarios comitatinos dicti comitatus. Tale atto di formale accettazione di Gressa a far parte del territorio aretino fu trascritto il 24 marzo dello stesso 1366 nel palazzo comunale di Arezzo. Tale sottomissione, tuttavia, era poco più che una formalità, poiché Arezzo, manteneva ormai un'indipendenza quasi soltanto di facciata. Già da qualche decennio, precisamente dal 1337, Firenze aveva infatti cominciato ad infiltrarsi nella vita politica aretina. Ed infatti nel 1384 Arezzo fu costretta ad accettare ufficialmente il dominio di Firenze.
L'atto formale di sottomissione a Firenze del castello di Gessa fu stipulato il 21 agosto 1386. Quel giorno a Firenze, nel palazzo dei Priori, Stefano di Paoluccio da Querceto, rappresentante di tutte le località facenti parte del territorio di Gressa (oltre al capoluogo anche Poggiolo, Catarsina, Giona e Querceto), consegnò ai fiorentini le dette località. Lo stesso giorno e nello stesso luogo i priori, accettando la “libera” sottomissione del castello casentinese e dei borghi ad esso facenti parte, deliberarono le condizioni di capitolazione. Con esse il Comune di Firenze dichiarava che da quel momento avrebbe difeso e protetto gli abitanti di Gressa e degli altri luoghi, che concedeva loro di non pagare l'estimo e altre tasse per otto anni, che li liberava da eventuali condanne o bandi precedentemente comminati da Firenze stessa e da Arezzo, che permetteva loro di farsi propri statuti e ordinamenti purché, naturalmente, non andassero contro quelli fiorentini; in cambio a tutto ciò gli abitanti di Gressa e dei luoghi ad essi sottoposti, riuniti anch'essi in una comunità, dovevano essere a disposizione di Firenze per "fare eserciti o cavalcate" e per accogliere amministratori o ufficiali fiorentini inviati da loro, infine il 24 giugno di ogni anno dovevano donare al Battistero di Firenze num cereum honorabilem.
Nel 1500 il castello divenne proprietà dei conti Martellini nobile famiglia di Bibbiena, poi passo ai conti Nati, poi fu la volta dei conti Nati Poltri, poi dei conti Marcucci Poltri, poi dei marchesi Crisoliti Malatesta, attualmente il Castello è di proprietà dei principi Pentasuglia di Cuia d'Aragona, che detengono anche il vicino Castello di Vicorati.
Durante la seconda guerra mondiale il castello divenne avamposto militare tedesco.